# L'Unità

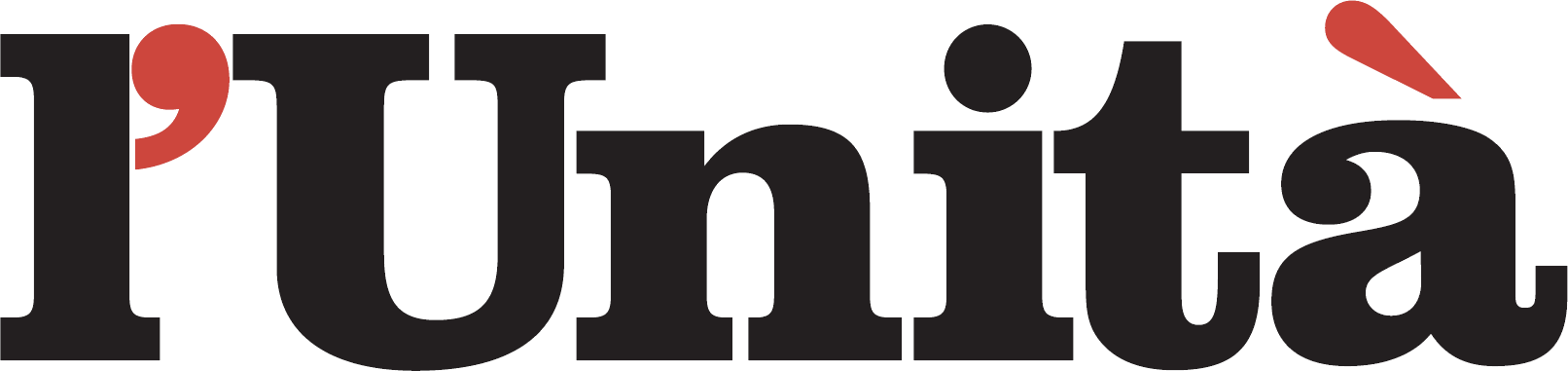

L'Unità var en italiensk socialistisk tidning som var partiorgan för PCI 1924–1991 och gavs därefter ut av Partito Democratico della Sinistra och Vänsterdemokratiska partiet. Tidningen grundades av Antonio Gramsci 1924. Tidningen lades ner 3 juni 2017.

## Upplaga
Tidningen har minskat gradvis från 1980-talet och framåt. 1988 låg upplagan på omkring 300 000. I april 2014 låg upplagan på 20.937.